# 唐家站
唐家站是一个沈山线上的铁路车站，位于辽宁省锦州市黑山县常兴镇唐家村，建于1918年，目前为四等站，邮政编码为121407。目前客运：办理旅客乘降；行李、包裹托运；货运：办理整车货物发到。